# Papua Pegunungan
Papua Pegunungan, deutsch Hochland von Papua, ist eine Provinz in Westneuguinea, dem indonesischen Teil Neuguineas. Die Provinz wurde 2022 von der Provinz Papua abgespalten und ist, wie andere Provinzen, zurzeit Schauplatz des Papuakonflikts. Hauptstadt ist Jayawijaya.

## Geographische Lage
Papua Pegunungan wurde im Juli 2022 nach einer Abstimmung im Volksvertretungsrat der Republik Indonesien von der Provinz Papua abgetrennt, und zwar gegen den Willen der indigenen Papua und unter Protest mehrerer zivilgesellschaftlicher Organisationen, die darin einen Eingriff in die Autonomie Papuas sahen. (Gesetzestext:)
Papua Pegunungan ist die einzige Provinz des Inselstaats Indonesien im Binnenland ohne Zugang zum Meer. Die Provinz unterteilt sich in acht Regierungsbezirke (Kabupaten).
| Wappen | Kabupaten Regierungsbezirk | Regierungssitz | Karte | Fläche (km²) | Kecamtan Distrikte | Kelurahan | Kampung | Bevölkerung 2020 | Dichte (Einw./km²) |
| ------ | -------------------------- | -------------- | ----- | ------------ | ------------------ | --------- | ------- | ---------------- | ------------------ |
|        | Jayawijaya                 | Wamena         |       | 7.030,66     | 40                 | 4         | 328     | 272.618          | 39                 |
|        | Lanny Jaya                 | Tiom           |       | 2.248        | 39                 | 1         | 354     | 201.534          | 90                 |
|        | Mamberamo Tengah           | Kobakma        |       | 1.275        | 5                  | 0         | 59      | 48.197           | 38                 |
|        | Nduga                      | Kenyam         |       | 2.168        | 32                 | 0         | 248     | 110.062          | 51                 |
|        | Pegunungan Bintang         | Oksibil        |       | 15.682       | 34                 | 0         | 277     | 111.565          | 7                  |
|        | Tolikara                   | Karubaga       |       | 5.588,13     | 46                 | 4         | 541     | 250.392          | 45                 |
|        | Yahukimo                   | Dekai          |       | 17.152       | 51                 | 1         | 510     | 354.468          | 21                 |
|        | Yalimo                     | Elelim         |       | 1.253        | 5                  | 0         | 300     | 103.523          | 83                 |
|        | Provinz PAPUA PEGUNUNGAN   | Wamena         |       | 52396,79     | 252                | 10        | 2.617   | 1.452.359        | 28                 |

## Sonstiges
Beim Absturz eines indonesischen Militärflugzeugs vom Typ C-130 Hercules nahe Wamena starben am 18. Dezember 2016 alle 13 Besatzungsmitglieder.